# Gymnopleurus rhodesianus
Gymnopleurus rhodesianus är en skalbaggsart som beskrevs av Vladimir Balthasar 1963. Gymnopleurus rhodesianus ingår i släktet Gymnopleurus och familjen bladhorningar. Inga underarter finns listade i Catalogue of Life.